# Лікар Рамос Конча
Лікар Артуро Рамос Конча (ісп. Likar Arturo Ramos Concha, 8 вересня 1985) — колумбійський професійний боксер, чемпіон Панамериканських ігор, «тимчасовий» чемпіон світу за версією WBA (2009—2010) в другій напівлегкій вазі.

## Аматорська кар'єра
2002 року здобув дві перемоги, а у фіналі програв Еліо Рохасу (Домініканська Республіка) і став срібним призером Ігор Центральної Америки і Карибського басейну.
На Панамериканських іграх 2003, здобувши чотири перемоги, у тому числі над Бенуа Годе (Канада) у півфіналі і над Аароном Гарсія (США) у фіналі, став чемпіоном.
На Олімпійських іграх 2004 програв у першому бою Михайлу Бернадському (Білорусь).

## Професіональна кар'єра
На профірингу Еліо Рохас дебютував 2005 року.
19 листопада 2009 року в бою проти Анхеля Гранадоса (Венесуела) завоював вакантний титул «тимчасового» чемпіона WBA у другій напівлегкій вазі. 6 лютого 2010 року програв технічним нокаутом в п'ятому раунді Хорхе Солісу (Мексика) і втратив титул.